# Anna Ragnarsson
Anna Olivia Madeleine Ragnarsson, på Tiktok känd som Blondie, född 19 maj 2004, är en svensk tiktokare och influerare.

## Biografi
Anna Ragnarsson är en medieprofil med ett stort antal följare. På Tiktok, där hon lägger upp olika humorklipp har hon till exempel över 375 000 följare (oktober 2024). På listan av de med störst räckvidd och engagemang bland sociala medier i Sverige rankade Medieakademin henne på tionde plats över svenska tiktokare.